# Furia Sabinia Tranquillina

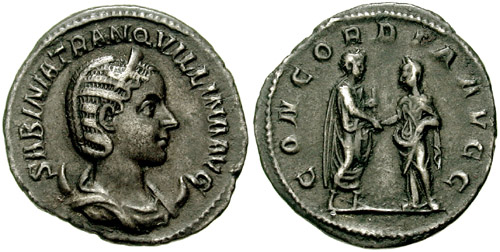
Münzbildnis der Tranquillina

Furia Sabinia Tranquillina war die Ehefrau des römischen Kaisers Gordian III., der 238 bis 244 n. Chr. regierte.

Sie war die Tochter des Timesitheus, der dem concilium principis, einem Beratergremium des Kaisers, angehörte. Der junge Kaiser heiratete Tranquillina im Jahr 241. Timesitheus erlangte so zusätzlichen Einfluss auf Gordian, der zu dieser Zeit ungefähr 16 Jahre alt war. Nach dem Tod ihres Vaters im Jahr 243 und dem Gordians ein Jahr später ist nichts mehr von ihr überliefert. Während der Regierungszeit ihres Ehemannes wurden Münzen mit ihrem Porträt und ihrem Namen samt der Ehrenbezeichnung Augusta in der Umschrift geprägt.